# Casa de migrantes
La Casa de migrantes se refiere a organizaciones no gubernamentales que facilitan hospedaje transitorio a personas en migración.

## Servicios
Estos albergues ofrecen un lugar seguro y temporal a las personas en migración que viajan desde Centroamérica hacia Estados Unidos en tránsito por México. Su carácter es temporal (entre un par de días a un par de semanas) para recuperación y descanso.
Suelen ofrecer algunos servicios como dormitorio, sanitarios, agua caliente para duchas, comida, teléfono, médico, asesoría psicológica, legal y religiosa.

## Albergues
De las casas de migrantes se puede mencionar algunas:
- Albergue de Migrantes Casa Tochan
- Albergue casa del Migrante San Juan Diego
- Albergue de Migrantes Hermanos en el Camino
- La 72 Hogar-Refugio para personas migrantes
- CAFEMIN Casa de Acogida y Formación para Mujeres y Familias Migrantes

Una lista extensa se puede consultar en los enlaces externos

## Controversias
- En 2012 la casa del migrante en Huehuetoca fue cerrada por los actos de violencia que sufrieron en sus instalaciones por parte de pandillas de maras.[4]
- La casa del migrante en Tultitlan fue cerrada por los vecinos al denunciar presuntos robos por parte de los migrantes.[5]
- En 2016 la casa del migrante en Hermosillo fue amenazada por parte de sicarios.[6]